# Šarlota Hesensko-Kasselská
Šarlota Hesensko-Kasselská (německy Charlotte von Hessen-Kassel (20. listopadu 1627, Kassel – 16. března 1686, Heidelberg) byla rodem hesenská princezna a sňatkem falcká kurfiřtka.

## Biografie

### Původ, mládí
Narodila se jako sedmé dítě/čtvrtá dcera hesensko-kasselského lankraběte Viléma V. a jeho manželky Amálie Alžběty z Hanau-Münzenbergu. Soudobé prameny popisují princeznu jako vysokou plavovlásku s dlouhým nohama a krásnými ňadry. Vlastní matka Šarlotina však varovala jejího budoucího manžela před dceřinou špatnou povahou.

### Manželství, potomci
Sňatek s Charlottou byl nicméně považován za výhodné dynastické spojení. 22. února roku 1650 se tedy v Kasselu provdala za falckého kurfiřta Karla I. Ludvíka, syna "zimního krále" Fridricha Falckého a jeho manželky, anglické princezny Alžběty Stuartovny. Z jejich manželství vzešly tři děti, dva synové a dcera; nejmladší syn však den po porodu zemřel:
- 1. Karel II. Falcký (31. 3. 1651 Heidelberg – 16. 5. 1685 tamtéž), falcký kurfiřt od roku 1680 až do své smrti[1]
⚭ 1671 Vilemína Ernestina Dánská (20. 6. 1650 Kodaň – 23. 4. 1706 Prettin), rodem dánská a norská princezna[2]
- 2. Alžběta Šarlota Falcká (27. 5. 1652 Heidelberg – 8. 12. 1722 Saint-Cloud)[3]
⚭ 1672 Filip I. Orleánský (21. 9. 1640 Saint-Germain-en-Laye – 9. 6. 1701 Saint-Cloud), vévoda orleánský[4]
- 3. Fridrich Falcký (12. 5. 1653 – 13. 5. 1653)[5]

Manželství však bylo mimořádně nevydařené a nešťastné. Charlotta trpěla chováním svého muže, obviňujíc ho, že je násilnický a přehnaně se oddává lovu, své největší zálibě, jež ho odváděla jak od vladařských povinností, tak od manželského života. Manželé se stále více odcizovali, nepochybně i kvůli Šarlotině vznětlivé a nesnášenlivé povaze, až Karel Ludvík, který si roku 1654 začal poměr s Šarlotinou dvorní dámou Marií Luisou de Degenfeld, požádal o rozvod. Po oficializaci rozvodu se Charlotta nevrátila do svého rodného Kasselu, ale zůstala sídlit na zámku v Heidelbergu v naději, že se k ní její manžel vrátí; ten se však záhy, roku 1658, oženil s Marií Luisou von Degenfeld. Právní platnost rozvodu však byla sporná a manželství Karla Ludvíka s Marií Luisou von Degenfeld považováno za bigamické; v každém případě šlo o morganatické manželství a četní potomci z něho vzešlí byli tudíž vyloučeni z následnictví falckého trůnu.
V důsledku neurovnaných manželských vztahů děti Karel a Alžběta Šarlota nezůstaly ani u otce, ani u matky, ale starala se o ně – ovšem pod dohledem jejich autoritativního otce – v Haagu jejich teta Žofie Hannoverská, nejmladší sestra Karla Ludvíka. Nešťastné Šarlotino manželství poznamenalo do jisté míry i v budoucnu život jejího syna Karla: i jeho manželství s Ernestinou Dánskou, uzavřené z dynastických důvodů, bylo mimořádně nevydařené a zůstalo bezdětné. V roce 1677 Karel Ludvík Falcký vyvinul značné úsilí o anulaci tohoto sňatku, nepochybně u vědomí neblahých důsledků absence následníka a dědice, jeho snaha však ztroskotala mimo jiné na odporu jeho bývalé manželky Charlotty, Karlovy matky. Další vývoj však dal Karlu Ludvíkovi za pravdu – po smrti bezdětného Karla vypukly dědické spory (nároky na uprázdněný trůn vznesla Francie, neboť Karlova sestra Alžběta Charlotta byla manželkou orleánského vévody Filipa, bratra francouzského krále Ludvíka XIV.), jejichž důsledkem byla válka o falcké dědictví – zničující konflikt, do něhož byla vtažena řada států západní a jihozápadní Evropy.

### Smrt
Zemřela v Heidelbergu 16. března roku 1686, ve věku necelých devětapadesáti let.

## Vývod z předků
|                            |                                     |  |                               |                                      |  |  |  |  |  |  |  | Filip I. Hesenský |
|                            |                                     |  |                               |                                      |  |  |  |  |  |  |  |                   |
|                            | Vilém IV. Hesensko-Kasselský        |  |                               |                                      |  |  |  |  |  |  |  |                   |
|                            |                                     |  |                               |                                      |  |  |  |  |  |  |  |                   |
|                            |                                     |  |                               | Kristýna Saská                       |  |  |  |  |  |  |  |                   |
|                            |                                     |  |                               |                                      |  |  |  |  |  |  |  |                   |
|                            | Mořic Hesensko-Kasselský            |  |                               |                                      |  |  |  |  |  |  |  |                   |
|                            |                                     |  |                               |                                      |  |  |  |  |  |  |  |                   |
|                            |                                     |  |                               | Kryštof Württemberský                |  |  |  |  |  |  |  |                   |
|                            |                                     |  |                               |                                      |  |  |  |  |  |  |  |                   |
|                            | Sabina Württemberská                |  |                               |                                      |  |  |  |  |  |  |  |                   |
|                            |                                     |  |                               |                                      |  |  |  |  |  |  |  |                   |
|                            |                                     |  |                               | Anna Marie Braniborsko-Ansbašská     |  |  |  |  |  |  |  |                   |
|                            |                                     |  |                               |                                      |  |  |  |  |  |  |  |                   |
|                            | Vilém V. Hesensko-Kasselský         |  |                               |                                      |  |  |  |  |  |  |  |                   |
|                            |                                     |  |                               |                                      |  |  |  |  |  |  |  |                   |
|                            |                                     |  |                               | Fridrich Magnus I. ze Solms-Laubachu |  |  |  |  |  |  |  |                   |
|                            |                                     |  |                               |                                      |  |  |  |  |  |  |  |                   |
|                            | Jan Jiří I. ze Solms-Laubach        |  |                               |                                      |  |  |  |  |  |  |  |                   |
|                            |                                     |  |                               |                                      |  |  |  |  |  |  |  |                   |
|                            |                                     |  |                               | Anežka z Wied                        |  |  |  |  |  |  |  |                   |
|                            |                                     |  |                               |                                      |  |  |  |  |  |  |  |                   |
|                            | Anežka ze Solms-Laubachu            |  |                               |                                      |  |  |  |  |  |  |  |                   |
|                            |                                     |  |                               |                                      |  |  |  |  |  |  |  |                   |
|                            |                                     |  |                               | Jiří II. ze Schönburg-Glauchau       |  |  |  |  |  |  |  |                   |
|                            |                                     |  |                               |                                      |  |  |  |  |  |  |  |                   |
|                            | Markéta ze Schönburg-Glauchau       |  |                               |                                      |  |  |  |  |  |  |  |                   |
|                            |                                     |  |                               |                                      |  |  |  |  |  |  |  |                   |
|                            |                                     |  |                               | Dorota Reussová z Plauen             |  |  |  |  |  |  |  |                   |
|                            |                                     |  |                               |                                      |  |  |  |  |  |  |  |                   |
| Šarlota Hesensko-Kasselská |                                     |  |                               |                                      |  |  |  |  |  |  |  |                   |
|                            |                                     |  |                               |                                      |  |  |  |  |  |  |  |                   |
|                            |                                     |  | Filip III. z Hanau-Münzenberg |                                      |  |  |  |  |  |  |  |                   |
|                            |                                     |  |                               |                                      |  |  |  |  |  |  |  |                   |
|                            | Filip Ludvík I. z Hanau-Münzenberg  |  |                               |                                      |  |  |  |  |  |  |  |                   |
|                            |                                     |  |                               |                                      |  |  |  |  |  |  |  |                   |
|                            |                                     |  |                               | Helena Falcko-Simmernská             |  |  |  |  |  |  |  |                   |
|                            |                                     |  |                               |                                      |  |  |  |  |  |  |  |                   |
|                            | Filip Ludvík II. z Hanau-Münzenberg |  |                               |                                      |  |  |  |  |  |  |  |                   |
|                            |                                     |  |                               |                                      |  |  |  |  |  |  |  |                   |
|                            |                                     |  |                               | Filip IV. z Waldeck-Wildungen        |  |  |  |  |  |  |  |                   |
|                            |                                     |  |                               |                                      |  |  |  |  |  |  |  |                   |
|                            | Magdalena z Waldecku                |  |                               |                                      |  |  |  |  |  |  |  |                   |
|                            |                                     |  |                               |                                      |  |  |  |  |  |  |  |                   |
|                            |                                     |  |                               | Jutta z Isenburg-Grenzau             |  |  |  |  |  |  |  |                   |
|                            |                                     |  |                               |                                      |  |  |  |  |  |  |  |                   |
|                            | Amálie Alžběta z Hanau-Münzenbergu  |  |                               |                                      |  |  |  |  |  |  |  |                   |
|                            |                                     |  |                               |                                      |  |  |  |  |  |  |  |                   |
|                            |                                     |  |                               | Vilém I. Nasavsko-Dillenburský       |  |  |  |  |  |  |  |                   |
|                            |                                     |  |                               |                                      |  |  |  |  |  |  |  |                   |
|                            | Vilém I. Oranžský                   |  |                               |                                      |  |  |  |  |  |  |  |                   |
|                            |                                     |  |                               |                                      |  |  |  |  |  |  |  |                   |
|                            |                                     |  |                               | Juliana ze Stolbergu                 |  |  |  |  |  |  |  |                   |
|                            |                                     |  |                               |                                      |  |  |  |  |  |  |  |                   |
|                            | Kateřina Belgica Nasavská           |  |                               |                                      |  |  |  |  |  |  |  |                   |
|                            |                                     |  |                               |                                      |  |  |  |  |  |  |  |                   |
|                            |                                     |  |                               | Ludvík z Montpensier                 |  |  |  |  |  |  |  |                   |
|                            |                                     |  |                               |                                      |  |  |  |  |  |  |  |                   |
|                            | Šarlota Bourbonská                  |  |                               |                                      |  |  |  |  |  |  |  |                   |
|                            |                                     |  |                               |                                      |  |  |  |  |  |  |  |                   |
|                            |                                     |  |                               | Jacqueline de Longwy                 |  |  |  |  |  |  |  |                   |
|                            |                                     |  |                               |                                      |  |  |  |  |  |  |  |                   |

## Tituly a oslovení
- 20. listopadu 1627 - 22. února 1650: Její Jasnost lankraběnka Šarlota Hesensko-Kasselská
- 22. února 1650 - 1657: Její Jasnost falcká kurfiřtka
- 1657 - 16. března 1686: Její Jasnost lankraběnka Šarlota Hesensko-Kasselská